# Tomás Altamirano Mantovani
Tomás Gabriel Altamirano Mantovani (3 de noviembre de 1959 – Chepo, Panamá, 28 de febrero de 2009) fue un político panameño y diputado a la Asamblea Nacional.

## Biografía
Fue considerado un miembro destacado del partido político gobernante de Panamá, el Partido Revolucionario Democrático. Altamirano era hijo del exvicepresidente panameño Tomás Altamirano Duque. Se desempeñó como jefe de la Comisión de Asuntos del Canal de la Asamblea Nacional de Panamá.

## Fallecimiento
Tomás Altamirano murió el 28 de febrero de 2009, al volcar un vehículo en el que viajaba en una carretera panameña. Tenía 49 años. El guardaespaldas de Altamirano y otro pasajero fueron hospitalizados en el accidente.El presidente panameño, Martín Torrijos, y elMinistro de Relaciones Exteriores Samuel Lewis Navarro fueron trasladados en helicóptero al lugar del accidente. Torrijos fue descrito como "visiblemente molesto".